# Cerbalus alegranzaensis
Cerbalus alegranzaensis är en spindelart som beskrevs av Jörg Wunderlich 1992. Cerbalus alegranzaensis ingår i släktet Cerbalus och familjen jättekrabbspindlar.
Artens utbredningsområde är Kanarieöarna. Inga underarter finns listade i Catalogue of Life.